# Bolifushi
Bolifushi (île des coquillages, en maldivien) est une petite île inhabitée et un motu de l'atoll Malé Sud des Maldives dans l'océan Indien, en Asie du Sud, devenue une des îles-hôtel de luxe des Maldives depuis 1982.

## Géographie

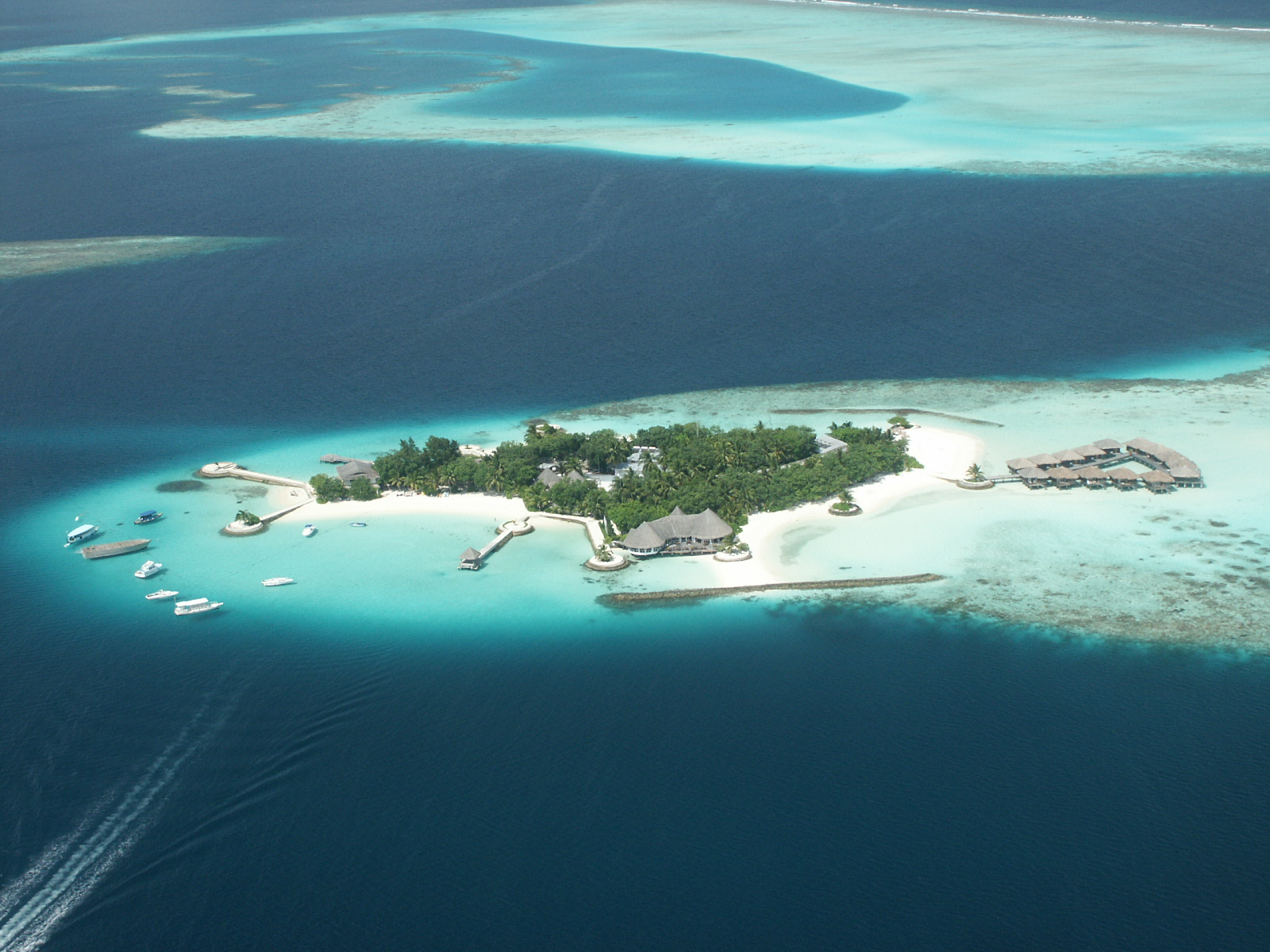

L'île et son complexe hôtelier ont été considérablement agrandis et étendus sur le lagon, à la suite d'une autorisation donnée en 2008. La photographie témoigne de l'aspect de l'île dans les années 2000. Son nom signifie « île des coquillages » datant sans doute de l'époque où des coquillages étaient utilisés comme monnaie.

## Île-hôtel
Cette île inhabitée est devenue depuis 1982 une des îles-hôtel de luxe et un des hauts lieux de plongée sous-marine aux Maldives, avec l'Ozen Reserve Bolifushi, avec les nombreux bungalows de plage et bungalows lacustres du lagon de ce récif corallien. 